# ایان بارکر (ملوان)
ایان بارکر (انگلیسی: Ian Barker؛ زادهٔ ۱۰ august ۱۹۶۶ (۵۸ سال)) قایقران قایق بادبانی اهل بریتانیا است.